# Sciaphila khasiana
Sciaphila khasiana är en enhjärtbladig växtart som beskrevs av George Bentham och Joseph Dalton Hooker. Sciaphila khasiana ingår i släktet Sciaphila och familjen Triuridaceae.
Artens utbredningsområde är Assam (Indien). Inga underarter finns listade.